# Диффузная модель коммуникации Колемана
Диффузная модель коммуникации Колемана — это отражение процесса усвоения новаций в обществе. Естественно, любое новшество принимается обществом не сразу. Процесс усвоения получил название диффузии и был впервые описан на примере диффузии фармакологических новинок американским социологом  Дж. Колеманом и его коллегами.

## История
По словам Роджерса (1996), теория диффузии получила наибольшее признание после того, как   Колеман совместно с другими учеными провел исследование диффузии тетрациклина (нового медицинского препарата) в 1966 году. Фармацевтическая компания Pfizer, которая изобрела этот успешный препарат, хотела изучить эффективность своей рекламы тетрациклина, размещенной в медицинских журналах. Компания попросила трех профессоров Колумбийского Университета провести исследование принятия нововведения медиками  и влияния массовой коммуникации на процесс принятия.

## Общая характеристика
Ученые провели опрос, целью которого являлся сбор точных и надежных данных. В отличие от предыдущих исследований диффузии, которые опирались лишь на ответы респондентов, вспоминающих о том, как они приняли новые технологии, в данном исследовании были собраны как данные опросов, так и данные о продаже препарата аптеками по рецепту.
В дополнение к этому, Колеман и его коллеги просили своих респондентов  перечислить их межличностные связи для того, чтобы изучить их влияние на процесс принятия нововведения. Результат показал, что процент принятия новых лекарственных препаратов следует S-образной кривой, но скорость принятия тетрациклина гораздо выше скорости внедрения иных инноваций.
Одним из наиболее важных выводов было то, что врачи, которые имели большее количество межличностных связей приняли новый медицинский препарат гораздо быстрее.

## Варианты схем принятия
Дж. Колеман описал два варианта диффузной модели: S-образную и экспоненциальную.

### S-образная диффузная модель
Освоение нового препарата врачами, работающими в клинике, проходило по следующей схеме. Сначала новацию воспринимало небольшое количество врачей. Рекрутирование новых сторонников проходило крайне медленно. Врачи больше говорили о новом препарате, чем опробовали его. К опробованию же в первую очередь подталкивало мнение коллег-новаторов и практические результаты. Рекламные материалы, рассылаемые фирмой-изготовителем, воспринимались крайне скептически. При достижении некоей критической массы (когда препарат опробовало около 50% врачей) началось быстрое освоение препарата, которое замедлилось лишь при достижении практически 100% насыщения. В данном варианте наиболее важными оказались устные коммуникации, которые оказывали на внедрение новинки тормозящее воздействие. Врачам казалось более правильной линией поведения сначала посмотреть, как работает препарат, узнать от коллег его действие, а потом опробовать его самому.

### Экспоненциальная диффузная модель
Освоение препарата врачами, ведущими частную практику, развивалось по другой схеме. В отсутствие или в условиях крайне ограниченного общения с коллегами врачи-практики значительно быстрее осваивали новинку. Главную роль здесь играли безличные носители – рекламные материалы и публикации в специализированных изданиях. В данном случае не было сдерживающего фактора. Откладывать на потом опробование новинки не имело смысла, так как не было возможности получить дополнительную информацию. Но количество врачей частной практики, принявших нововведение, по итогам опросов оказалось гораздо ниже.

## Значимость
Наибольший вклад разработка диффузной модели коммуникации Колемана внесла в развитие теории диффузии. Работа Колемана, Каца, и Менцеля о распространении нового лекарства (тетрациклина) среди врачей Соединенных Штатов является одним из наиболее влиятельных ранних научных трудов. Итоги исследования Колемана показали значимость межличностной коммуникации для маркетинга инноваций.Следует отметить, что диффузная модель коммуникаций Колемана, как и другие диффузные модели, носит, в основном, теоретический характер. Практическая полезность подобных моделей относительна даже для научно-исследовательских организаций.

## Критика
Как и другие ранние работы,  исследования Колемана  фокусировались на случаях, в которых социальное влияние обусловлено, прежде всего, информационными эффектами, без учета случаев, когда решения о принятии инновации основываются на эффекте прямых выгод. Такие эффекты выявили исследования диффузии новостей посредством новых медиатехнологий, особенно интерактивных медиа, таких как телефон, электронная почта или факсимильная связь.
К альтернативным моделям коммуникации относятся:  Модель «привратника» К. Левина, Семиотическая модель коммуникации и Дискурсная модель коммуникации.
Э. Роджерс также предложил свой вариант диффузной теории распространения идей. В отличие от Колемана, он выделяет четкие роли, характерные для коммуникативной передачи: сознающий индивид открывает для себя и других идею; интересующийся старается получить как можно больше информации о ней; пытающийся старается проверить идею на других; оценивающий проверяет, соответствует ли идея его интересам; усвоивший интегрирует идею в свое собственное мнение.
Для специалиста в сфере гуманитарных технологий определенный интерес представляют следующие моменты. Во-первых , четкое понимание каналов коммуникации, оказывающих влияние на распространение новации в обществе, и, во-вторых , выявление факторов, тормозящих и ускоряющих усвоение новации. Тормозящими усвоение новации могут быть не только устные коммуникации, но и средства массовой коммуникации, распространяющие негативную информацию о новации, а факторами, ускоряющими или тормозящими усвоение, являются не только отсутствие или наличие информационной поддержки, но и актуальность новинки. Следовательно, на распространение новинки так или иначе оказывают влияние следующие факторы: общественное мнение, социальные установки, «повестка дня», коммуникационные потоки. Многие из данных фактов Колеманом учтены не были.